# Warszawski Rejon Umocniony

Mapa Warszawskiego Rejonu Umocnionego

Warszawski Rejon Umocniony, WRU (ros. Варшавский Укрепленный Район, także Warszawski Rejon Forteczny) – ufortyfikowany w końcu XIX wieku obszar, znajdujący się ówcześnie na zachodnich krańcach Imperium Rosyjskiego. Jego projekt zakładał wykorzystanie istniejących już twierdz w Modlinie (Twierdza Modlin) i Warszawie (Twierdza Warszawa) oraz nowych, planowanych obiektów jako podstawy do operacji przeciwko Niemcom i Austro-Węgrom.

## Historia

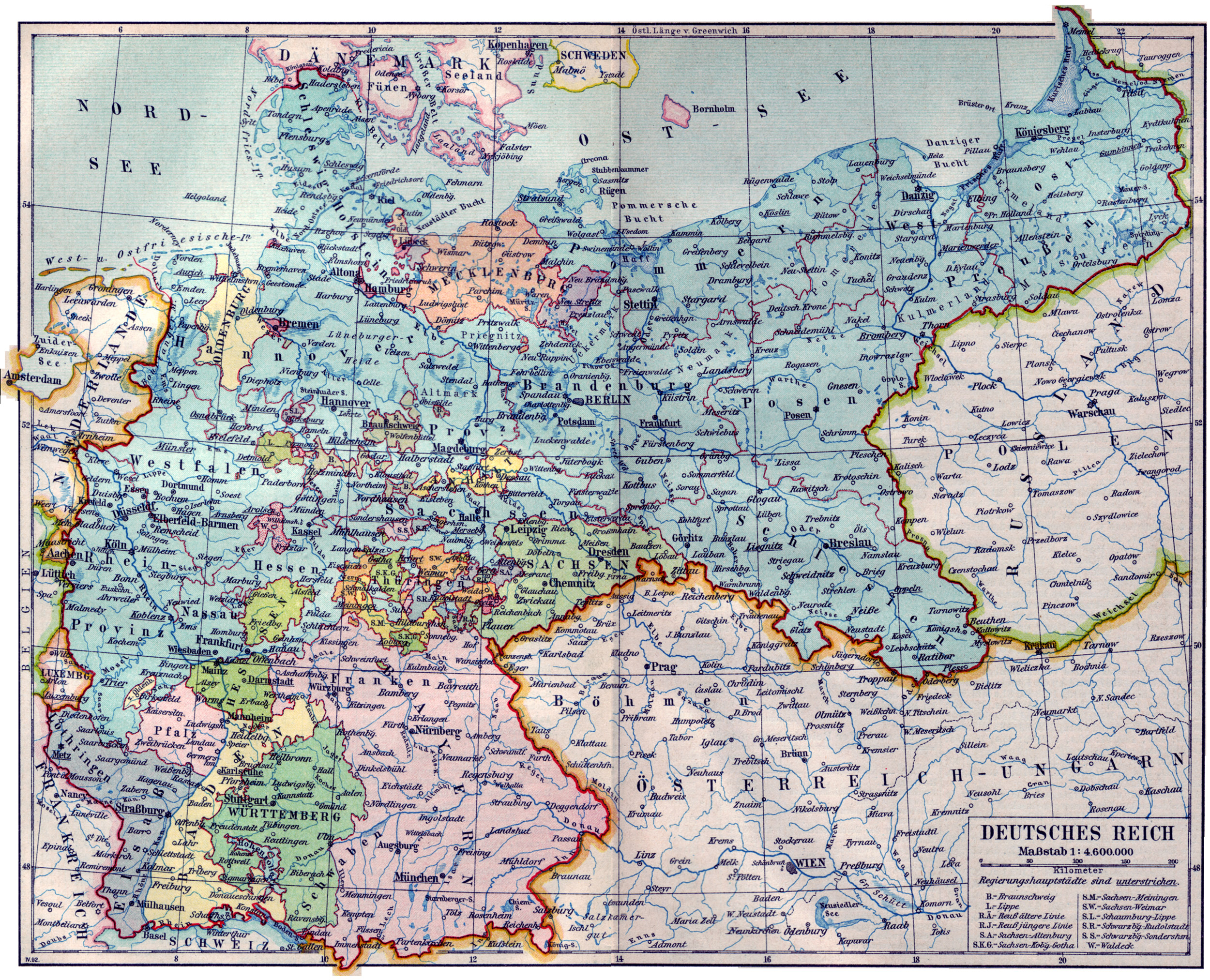
Zachodnia granica Imperium Rosyjskiego

Koncepcja Rejonu była rozwinięciem istniejących od czasów napoleońskich pomysłów obrony tego obszaru w oparciu o trójkąt twierdz (Napoleon I planował budowę twierdz w Modlinie, Pradze i Serocku). Powrócono do niej w czasie rozbudowy twierdz w Warszawie i Modlinie, do stopnia wielkich twierdz fortowych. Zwolennikiem rozbudowy i uzupełnienia tych umocnień był generał-gubernator Josif Hurko. Rejon Forteczny powołano do życia w 1887. 
Rejon Umocniony ograniczały fortyfikacje, rozlokowane w uproszczeniu na planie trójkąta, stąd obszar ten nazywano również „polskim trójkątem”. Dwa z jego narożników tworzyły wymienione już twierdze, trzecim miała być Twierdza Zegrze. Boki tego trójkąta, oparte o Wisłę (Modlin-Warszawa) i Narew (Modlin-Zegrze) planowano uzupełnić samodzielnymi fortami w Łomiankach oraz Dębem. Trzeci bok (Warszawa-Zegrze), pozbawiony oparcia na dużych przeszkodach wodnych, został zaplanowany z wykorzystaniem obszarów leśnych i bagiennych, które znacznie utrudniały ruchy wojsk. Na tym odcinku zaplanowano budowę trzech nowych obiektów poza twierdzami (Fort Beniaminów, Fort Maciołki i Fort Pustelniki) oraz wykorzystanie dwóch fortów budowanych w ramach Twierdzy Warszawa: Fortu Kawęczyn oraz Fortu Wawer. Ostatecznie do wybuchu I wojny światowej powstały tylko 4 z 7 fortów, przy czym dwa z nich już przed wybuchem konfliktu zlikwidowano (forty Kawęczyn i Wawer). Pozostałe dwa – Fort Dębe oraz Fort Beniaminów – istnieją do dziś.
Wszystkie twierdze obszaru zachowały się do dziś, chociaż wraz z upływem czasu niektóre obiekty zostały zniszczone.
Centrum trójkąta stanowiło polowe stanowisko dowodzenia Rejonu, w obozie Feldmarszałka Hurki pod Jabłonną (dzisiejsze Legionowo). W Jabłonnie stacjonował Oddział Aeronautyczny WRU, na bazie którego w lutym 1904 sformowano kompanię balonową (w maju 1904 detaszowaną na Daleki Wschód). Znajdował się tam również ważny węzeł komunikacyjny drogowo-kolejowy.
Na skutek zmiany rosyjskich planów strategicznych, zarzucono po 1909 rozbudowę umocnień Warszawskiego Rejonu Umocnionego. Wyjątkiem była Twierdza Modlin. W kampanii 1915 umocnienia rosyjskie okolic Warszawy nie zostały należycie wykorzystane. Zaledwie kilka dni broniła się twierdza w Modlinie, zaś pozostałe umocnienia stawiły symboliczny opór (Warszawa i Zegrze).
Fortyfikacje te zostały wykorzystane podczas walk w wojnie polsko-bolszewickiej (1920) i kampanii wrześniowej (1939).